# Come Harry divenne un albero
Come Harry divenne un albero (How Harry Became a Tree) è un film del 2001 diretto da Goran Paskaljević.

## Trama
Irlanda, anni venti. Il contadino Harry, convinto di provare così la propria grandezza, si sceglie un potente nemico, George, proprietario del pub del paese nonché organizzatore di matrimoni, attività piuttosto redditizia in un villaggio popolato da soli uomini. Ma tutti i tentativi di Harry, tesi alla distruzione dell'acerrimo rivale, sono destinati a fallire dal momento in cui suo figlio Gus decide di sposare la ragazza che George ha appena portato in paese.
Liberamente ispirato al racconto "Lao Dan" di Yang Zhengguang.